# River Helmsdale
River Helmsdale är ett vattendrag i Storbritannien.   Det ligger i kommunen Highland och riksdelen Skottland, i den norra delen av landet, 800 km norr om huvudstaden London.